# Cörver Nepomuk János
Cörver Nepomuk János (Miklós báró) (Torna, 1715. szeptember 16. – Bécs, 1773. augusztus 12.) piarista rendi tartományfőnök. Cörver Elek öccse.

## Élete
1731. szeptember 30-án Privigyén lépett a piarista rendbe bátyjával együtt, ahol két évig mint újonc-növendék nyert alapot a további önképzésre; különösen a művelt nyelveket tanulmányozta; a latinon kivűl beszélte a magyart, németet és később az olaszt és franciát is. 1734-ben próbatanítóúl Vácon az alsóbb osztály tanítására rendeltetett; 1735-ben ugyanazt folytatta Pesten, ahol mint principorum magister egyszersmind magyar hitoktató volt; 1736–1737-ben Nagykárolyban a bölcseletet, 1738–1744-ben Rómában a teológiát, bölcseletet és egyházjogot hallgatta.
1745–1747-ben külföldi nagyvárosokban folytatta tanulmányait és visszatérve 1748–1749-ben Nyitrán mint a convictus igazgatója és az egyházjog tanára működött. Ezután Erdődy Kristóf gróf kiséretében külföldi tanulmányútra kelt s 1751–1756-ban Bécsben a rend tartományi ügyvivője s kormánysegéd volt; 1757–1760-ban rendtartományi főnök, 1761-ben a pesti ház főnöke lett; 1762-ben a ház fölépítésének gondozója volt. A világi tanulók számára bölcselettanítást eszközölt ki Pesten, a mire a várostól alapítást és királyi diplomával való megerősítést nyert; a házi kápolnát is ő létesítette és rendezte be. 1768-ban Rómában időzött Calasanti Józsefnek szentté avatása alkalmával. 1769-től gyengélkedése miatt Bécsben tartózkodott.

## Művei
- Politique Chrétienne aisée et abrégée méthodiquement à l’usage des jeunes princes et de la noblesse propre à les rendre habiles à procurer le bien publique, des états et leur propre en particulier. Vienne, 1770
- külföldről, különösen Rómából irt levelei részben megvannak a gr. Károlyiak budapesti levéltárában